# Ашуров Негмат
Негмат (Нігмат) Ашуров (нар. 1904, кишлак Махрам Скобелівського повіту Ферганської області, тепер Республіка Узбекистан — 1973, місто Душанбе, тепер Республіка Таджикистан) — радянський партійний діяч, 2-й секретар ЦК КП(б) Таджикистану. Член Бюро ЦК КП(б) Таджикистану. Депутат Верховної Ради СРСР 2-го скликання.

## Біографія
Народився у таджицькій родині. У 1912—1926 роках — наймит у баїв.
У 1926—1929 роках — вчитель, директор початкової школи кишлаку Махрам. У 1929 році закінчив курси із підготовки вчителів у Самарканді і Ленінабаді.
Член ВКП(б) з жовтня 1927 року.
У 1929—1930 роках — голова профспілки робітників освіти у місті Канібадамі Таджицької РСР.
У 1930—1934 роках — студент Середньоазіатського комуністичного університету імені Леніна у Ташкенті.
У 1934—1935 роках — заступник секретаря Кулябського районного комітету КП(б) Таджикистану. У 1935—1937 роках — заступник директора Гіссарської машинно-тракторної станції Таджицької РСР.
У 1937—1938 роках — 1-й секретар Захматабадського районного комітету КП(б) Таджикистану. У травні — червні 1938 р. — 2-й секретар Ленінабадського окружного комітету КП(б) Таджикистану.
У червні 1938 — серпні 1940 (офіційно 20 березня 1941) року — 2-й секретар ЦК КП(б) Таджикистану. У липні 1938 року обраний головою Верховної ради Таджицької РСР.
У вересні 1940 — липні 1941 р. — слухач Вищої школи партійних організаторів при ЦК ВКП(б) у Москві. У липні — грудні 1941 р. — слухач курсів перепідготовки політичного і командного складу при Військово-політичній академії імені Леніна і Військовій академії імені Фрунзе у Москві.
22 листопада 1941 — 13 травня 1942 року — секретар ЦК КП(б) Таджикистану із промисловості. 13 травня 1942 — 31 травня 1945 р. — 3-й секретар ЦК КП(б) Таджикистану.
У березні 1945 — січні 1947 р. — 1-й секретар Курган-Тюбинського обласного і міського комітетів КП(б) Таджикистану.
У січні 1947 — липні 1949 р. — слухач Вищої партійної школи при ЦК ВКП(б) у Москві.
У липні — грудні 1949 р. — 1-й секретар Горно-Бадахшанського обласного комітету КП(б) Таджикистану.
У грудні 1949 — червні 1953 р. — міністр м'ясної і м'ясо-молочної промисловості Таджицької РСР. У червні — листопаді 1953 р. — заступник міністр сільського господарства і заготівель Таджицької РСР. У листопаді 1953 — червні 1960 р. — міністр комунального господарства Таджицької РСР.
З червня 1960 р. — на пенсії за станом здоров'я. У серпні 1960 — листопаді 1961 р. — директор Канібадамського заводу метвиробів Таджицької РСР. З листопада 1961 року — начальник Управління газифікації Міністерства комунального господарства Таджицької РСР.

## Нагороди
- орден Леніна (17.10.1939)
- два ордени Трудового Червоного Прапора (3.01.1944,)
- орден «Знак Пошани»
- медалі